# Chen Zihe
Chen Zihe (chiń. 陈子荷; ur. 28 lub 29 lutego 1968 w Minqing) – chińska tenisistka stołowa, medalistka olimpijska, multimedalistka mistrzostw świata.
W 1992 roku wystąpiła na igrzyskach olimpijskich w Barcelonie. Wzięła udział w dwóch konkurencjach – zdobyła srebrny medal olimpijski w grze podwójnej (wspólnie z Gao Jun) i zajęła piąte miejsce w grze pojedynczej.
W latach 1989–1993 zdobyła sześć medali mistrzostw świata (trzy złote, dwa srebrne i jeden brązowy), a w 1990 roku cztery medale igrzysk azjatyckich (jeden złoty i trzy brązowe).